# Romuald Karmakar
Romuald Karmakar, né le 15 février 1965 à Wiesbaden en Allemagne, est un réalisateur et scénariste de nationalité française travaillant et vivant en Allemagne.

## Biographie
Réalisateur autodidacte, il découvre le cinéma à Munich et réalise très jeune ses premiers courts métrages ainsi que son premier long métrage en super 8, Une amitié en Allemagne, dans lequel il incarne un jeune Hitler dans de faux home-movies afin dénoncer l'amnésie de certains Allemands par rapport aux crimes du Troisième Reich. Lors de la présentation de son court-métrage Coup de boule au Festival international du film d'Amiens en 1988, il filme le cinéaste Monte Hellman, et en tire le film Hellman Rider.
Ses films suivants sont consacrés à des combats de coqs dans le Nord de la France (Gallodrome), aux propriétaires de chiens de combat en Allemagne (Chiens de velours et d’acier), au producteur de John Cassavetes, Sam Shaw (Sam Shaw à propos de John Cassavetes), et à une performance de l’artiste Flatz (Demontage IX).
Karmakar consacre ensuite un long métrage documentaire, Warheads, dans lequel il suit un ex-légionnaire, des mercenaires engagés dans les combats qui se déroulent en ex-Yougoslavie et un stage de combat organisé aux États-Unis. Son premier long métrage de fiction, L’Homme de la mort en 1995 est un huis clos dont les dialogues sont basés sur les entretiens du psychiatre de la prison avec le tueur en série Fritz Haarmann en 1924. Le film remporte un prix au Festival de Venise et un succès en salles en Allemagne. Le film n'est pas distribué en France.
Pour la série d’Arte consacrée au passage à l’an 2000, il réalise Chez Walter. Il met en scène ensuite Manila, dans lequel un groupe de touristes est enfermé dans l’aéroport de Manille à la suite de l’avarie de leur avion, puis retourne au documentaire d’archives avec Le Projet Himmler (de), dans lequel l'acteur Manfred Zapatka lit l’intégralité du discours que le dirigeant nazi Heinrich Himmler prononça en 1943 devant 92 généraux SS.
Durant les années 2000, il filme la « Club Land Trilogie », composée de trois œuvres consacrées à la scène techno : 196 bpm, Between the Devil and the Wide Blue Sea et Villa-Lobos. Il consacre ensuite un film à un travail de repérage sur les lieux de l’exécution des Juifs par les Einsatzgruppen intitulé Pays d’extermination et un autre dans lequel il applique les principes de son œuvre précédente Le Projet Himmler (de) aux prêches d’un imam salafiste (Les Discours de Hambourg). Dans le même temps, il reste actif dans le domaine de la fiction, en adaptant en 2003 une pièce de Jon Fosse dans Et la nuit chante.
En 2009, il participe à deux œuvres collectives. Pour le projet Fragments d'Allemagne coordonné par Tom Tykwer, il réalise Ramsès sur le propriétaire d’un bar à prostituées de Berlin et, pour Les Fruits de la confiance d’Alexander Kluge, il interviewe un spécialiste du traitement de l’eau. La même année, il est élu membre de l'Académie des arts de Berlin.
En septembre 2011, il présente au Festival de Venise Le Troupeau du Seigneur, réalisé à partir de matériel filmé à Rome lors de la mort de Jean-Paul II et dans la ville natale du nouveau pape, Benoît XVI, lors de son élection.
Le Festival du cinéma du réel au Centre Pompidou a consacré une rétrospective à Karmakar en 2007. La Cinémathèque de Vienne a présenté l’ensemble de ses films en 2010.
Le travail de Romuald Karmakar se caractérise par la volonté de pratiquer le cinéma documentaire comme celui de fiction sans établir de césure entre les types d’œuvres et sa vision « politique » de l’acte de création cinématographique.

## En tant que réalisateur
- 1984 : Candy girl (court-métrage)
- 1984 : Adelheid und Konrad (court-métrage)
- 1985 : Eine Freundschaft in Deutschland (Une amitié en Allemagne)
- 1987 : Coup de boule
- 1988 : Hellman Rider
- 1988 : Gallodrome
- 1989 : Hunde aus Samt und Stahl (Chiens de velours et d'acier)
- 1990 : Sam Shaw on John Cassavetes
- 1991 : Demontage IX, Unternehmen Stahlglocke (avec l'autrichien Flatz)
- 1993 : Warheads
- 1994 : Der Tyrann von Turin (Le Tyran de Turin)
- 1994 : Infight
- 1995 : L'Homme de la mort (Der Totmacher)
- 1998 : Das Frankfurter Kreuz (TV) (Chez Walter "A la croix de Francfort")
- 2000 : Le Projet Himmler (de)
- 2000 : Manila (Manille)
- 2003 : 196 bpm
- 2004 : Et la nuit chante (Die Nacht singt ihre Lieder)
- 2004 : Land der Vernichtung (Pays d'extermination)
- 2005 : Between the Devil and the Wide Blue Sea
- 2006 : Hamburger Lektionen (Le discours de Hambourg)
- 2009 : Villalobos
- 2010 : Esel mit Schnee
- 2011 : Die Herde des Herrn
- 2012 : Angriff auf die Demokratie - Eine Intervention

## En tant que scénariste
- 1984 : Adelheid und Konrad
- 1985 : Eine Freundschaft in Deutschland
- 1987 : Coup de boule
- 1988 : Gallodrome
- 1989 : Hunde aus Samt und Stahl
- 1993 : Warheads
- 1995 : L'Homme de la mort (Der Totmacher)
- 2000 : Le Projet Himmler (de)
- 2000 : Manila
- 2003 : 196 bpm
- 2004 : Land der Vernichtung
- 2005 : Between the Devil and the Wide Blue Sea
- 2006 : Hamburger Lektionen

## Pièce Radiophoniques
- 2008: "Hey, stop smirking!" - Fragments of the Stammheim Trial ("'Na, hören Sie doch mal auf zu grinsen!' – Fragmente des Stammheim-Prozesses"; 51 min; broadcast premiere: 11/23/2008, WDR (West German Public Radio, Cologne))

- 1997: Das Warheads-Oratorium (66 min; broadcast premiere: 11/28/1997, BR 2 (Bavarian Public Radio, Munich))

- 1993: Night over Gospič ("Nacht über Gospič"; 41 min; broadcast premiere: 07/02/1993, BR 2 (Bavarian Public Radio, Munich))